# باري فيتزجيرالد
باري فيتزجيرالد (بالإنجليزية: Barry Fitzgerald)‏ مواليد 10 مارس 1888 في دبلن، المملكة المتحدة لبريطانيا العظمى وأيرلندا - الوفاة 14 يناير 1961 في دبلن، هو ممثل أيرلندي بدأ مسيرته الفنية عام 1924. كما أنه من الفائزين بجوائز الأوسكار كأفضل ممثل مساعد في فيلم طريقي عام 1944 وجائزة غولدن غلوب.

## روابط خارجية
- باري فيتزجيرالد على موقع IMDb (الإنجليزية)
- باري فيتزجيرالد على موقع الموسوعة البريطانية (الإنجليزية)
- باري فيتزجيرالد على موقع ألو سيني (الفرنسية)
- باري فيتزجيرالد على موقع تيرنر كلاسيك موفيز (الإنجليزية)
- باري فيتزجيرالد على موقع أول موفي (الإنجليزية)
- باري فيتزجيرالد على موقع قاعدة بيانات برودواي على الإنترنت (الإنجليزية)
- باري فيتزجيرالد على موقع قاعدة بيانات الأفلام السويدية (السويدية)
- باري فيتزجيرالد على موقع إن إن دي بي (الإنجليزية)
- باري فيتزجيرالد على موقع قاعدة بيانات الفيلم (الإنجليزية)
- باري فيتزجيرالد على موقع كينوبويسك (الروسية)